# Matrice di sovrapposizione
La matrice di sovrapposizione è una matrice quadrata utilizzata in chimica quantistica per descrivere l'interazione di vettori base associati a un sistema quantistico. In particolare, se i vettori sono ortogonali l'uno rispetto all'altro la matrice di sovrapposizione sarà diagonale. Inoltre, se tali vettori formano un set ortonormale, la matrice di sovrapposizione sarà una matrice identità. La matrice di sovrapposizione sarà sempre del tipo n x n, dove n rappresenta il numero di funzioni d'onda di base utilizzate. Questa matrice è una tipologia di matrice di Gram.
In generale la matrice di sovrapposizione, utilizzando la notazione bra-ket, è così definita:
{\displaystyle \mathbb {S} _{jk}=\left\langle b_{j}|b_{k}\right\rangle =\int \Psi _{j}^{*}\Psi _{k}d\tau }
dove:
{\displaystyle \left|b_{j}\right\rangle } è il j-esimo vettore di base;
{\displaystyle \Psi _{j}} è la j-esima funzione d'onda definita come {\displaystyle \Psi _{j}(x)=\left\langle x|b_{j}\right\rangle }.